# ツツジグンバイ
ツツジグンバイはカメムシ亜目に属するごく小型の昆虫。名前の通り、ツツジ類に着く。

## 概要
ツツジグンバイ Stephanitis pyrioides (Scott) は、カメムシ目カメムシ亜目グンバイムシ科に属する昆虫で、この類では最も普通に見られるものの一つである。
この類はごく小型のカメムシに近い形の虫で、本体より翅が大きく広がって軍配のような形になっている。この羽根が薄いレース模様のようになっているものが多く、この種もほぼ透明の翅に翅脈が網目のように走り、非常に美しい姿であるが、何しろ小さすぎて肉眼ではよく見えないのが難である。
名前の通りツツジ類を食草とし、しかも園芸品種によく着く。英名は Azalea lace bug で、アザレアに着くlace bug （グンバイムシ）の意である。

## 特徴
体長は3.5-4mm、この類では中くらいの大きさである。全身は淡い黄色に黒褐色の斑紋があり、翅は透明。
触角は細長くて先端がやや太くなっている。前胸の本体部は楕円形に近いが、縁が薄い膜状に張り出し、これが後方で広がるので三角に見える。この張り出し部分は前胸側面に水平に出るのではなく、後方ほど背中に近い位置になっており、後ろが少し上向きに反り返ったようになっている。
また、背面真上側に楕円形の丸くふくらんだものが乗っており、帽状部と言うが、この先端は尖っていて、前胸の前端を超えて伸び、頭部をほとんど覆い隠す。またその上面には中央に縦条とその両側に網目模様がある。
翅をたたんだ状態で前胸以降はおよそ楕円形、本体部分はほとんど見えない。前翅の前端近くと後方にそれぞれ太い内側に窪んだ横帯があり、それらは中央で縦につながって全体としては背面に大きなX字状の斑紋となっている。この斑紋の色は黒褐色で、実際には翅脈が黒褐色、翅脈の間の膜は薄く黒ずむ。それ以外の部分では支脈は黄色みを帯び、その間の膜は透明。脚は細く、あまりはっきりした色はない。

## 習性と生活史
成虫はツツジ類の葉裏に張り付いており、そこで葉の細胞の内容物を吸う。寄生された葉は吸われた部分が白くなって表側もまだら模様になるので、それを裏返せば発見はたやすい。幼虫も同じ生活をする。卵は成虫の生活する葉の裏側の組織内に1個ずつ埋め込まれる。
幼虫は成虫にある前胸の側面の張り出しや広がった前翅がないため、むしろ普通のカメムシに近い形をしている。体は緑っぽく、中胸から腹部にかけての中央が黒ずむ。また、腹部の両側に棘状の突起が多数突き出しており、この部分も黒い。小さな集団をつくって生活する。幼虫は1ヶ月足らずで成虫となり、年に数化を重ねて繁殖する。
卵で越冬する。しかし、冬にも成虫が見られ、これが冬を越すこともある。ただし、これは成虫が生き残るだけでその後に繁殖に関わることはないらしい。卵は4月中旬から孵化し、新成虫は5月下旬より出現する。

## 生息環境
ツツジ類に寄生するものであるから、その生育域にあるものである。しかし、園芸種によく着くので、人里周辺で見ることが多い。庭園でなくとも、車道脇など炎天下の乾燥したところでもよく見られる。また、まれにカキを攻撃することがある。

## 分布
日本では本州から沖縄までに知られ、北海道にも分布するというが定かでない。国外ではロシア極東部から朝鮮半島、中国南部、台湾に分布がある。さらに、オーストラリア、ヨーロッパ、北米やアルゼンチンにも見られ、これらは直接、ないしは二次的に日本から帰化したものである。

## 利害
代表的なツツジ類の害虫である。栽培のオオムラサキやヒラドツツジ、サツキなどがよく被害を受ける。
この虫の付いたツツジの葉は、寄生された葉は白いまだらになり、ひどいときには葉全体がほぼ白くなる。また裏面には黒いヤニ状の糞や脱皮殻がこびりついて見苦しくなる。時には葉全体が枯れる。株中の葉に着くほどに繁殖することも多い。薬剤で退治できるが美観は戻らない。

## 分類
この属のグンバイムシは日本で27種ほどがあり、互いに似ているし小さいこともあって虫だけで判別するのはなかなかである。しかし実際にはツツジに着いているのを見る場合がほとんどであろうし、ツツジに着くものはたいていこれである。ただし、トサカグンバイ S. takeyai は様々な植物につき、シャクナゲ科にも着くことがある。アセビやネジキ、それにシャクナゲ類に出ることが多いとのこと。ツツジグンバイより黒みが強いこと、前胸部背面に長い毛が生えていることなどの点で異なる。他に同属で害虫としてよく知られたものにはナシグンバイ S. nashi がある。